# Suez
Suez (arabiska: السويس, as-Suways) är en stad i Egypten och ligger strax väster om Suezkanalens mynning i Suezviken. Suez är även ett av Egyptens guvernement och har cirka 650 000 invånare, varav cirka 95 procent bor i centralorten.
Närmaste civila flygplats är Kairos internationella flygplats cirka 10 mil från Suez. Det ligger dessutom en militärflygplats, al-Kibrit, cirka 20 kilometer norr om Suez, precis söder om Bittersjöarna. 
Det går motorväg hela vägen till Egyptens huvudstad Kairo. Vägförbindelsen till Sinaihalvön går via Ahmed Hamditunneln under Suezkanalen.

## Suez administrativa enheter
Guvernoratet är uppdelat i fem administrativa enheter, kism, som i sin tur är uppdelade i mindre enheter.
- Kism

1. Suez (arabiska as-Suways)
2. al-40 (alternativt al-Arbeen)
3. Ataka (alternativt Attakka)
4. Fisl (alternativt Faissal)
5. al-Gnain (alternativt Ganaien)